# Zavārdasht
Zavārdasht (persiska: زواردشت) är en ort i Iran.   Den ligger i provinsen Qazvin, i den norra delen av landet, 130 km nordväst om huvudstaden Teheran. Zavārdasht ligger 1 851 meter över havet och antalet invånare är 185.
Terrängen runt Zavārdasht är bergig norrut, men söderut är den kuperad. Runt Zavārdasht är det ganska tätbefolkat, med 108 invånare per kvadratkilometer. Närmaste större samhälle är Mo'allem Kalāyeh, 6,3 km sydost om Zavārdasht. Trakten runt Zavārdasht består i huvudsak av gräsmarker.